# Greg Kurstin
Greg Kurstin, właśc. Gregory Allen Kurstin (ur. 14 maja 1969 w Los Angeles) – amerykański producent muzyczny, multiinstrumentalista i twórca piosenek. Współpracował z licznymi artystami, takimi jak: Adele, Beck, Kelly Clarkson, Foo Fighters, Sia, Halsey, Paul McCartney, Pink, Lily Allen.
Do jego największych sukcesów komercyjnych należą single „Hello” (2015) oraz „Easy on Me” (2021) Adele, których był współautorem i producentem.
Jest laureatem licznych nagród, między innymi Nagrody Grammy, którą zdobył 8 razy, a 14 razy był nominowany do niej.

## Życiorys i kariera zawodowa

### Początki
Greg Kurstin urodził się 14 maja 1969 roku w Los Angeles. Jest Żydem z pochodzenia. Dzięki swojej babci poznał grę na fortepianie, a sam zaczął grać na tym instrumencie w wieku pięciu lat. Jako nastolatek został członkiem zespołu szkolnego kolegi Dweezila Zappy, a mając 12 lat był współautorem utworu „Crunchy Water”, który znalazł się na stronie B debiutanckiego singla Zappy „My Mother Is a Space Cadet”. Po ukończeniu szkoły średniej przeprowadził się do Nowego Jorku, gdzie kontynuował naukę gry na fortepianie w The School of Jazz and Contemporary Music pod kierunkiem Jakiego Byarda. Grał z takimi muzykami jazzowymi, jak Bobby Hutcherson i George Coleman jednocześnie zgłębiając tajniki hip-hopu i muzyki brazylijskiej. Często eksperymentował z czterościeżkowym magnetofonem, nagrywając dźwięki inspirowane twórczością Public Enemy.

### Lata 90. XX w.
Jego pierwsze profesjonalne zainteresowanie się produkcją muzyki pop rozpoczęło się po powrocie do rodzinnego miasta na początku lat 90., po tym jak rozczarował się sceną jazzową. Wraz z wokalistą i autorem tekstów Tommym Jordanem założył zespół Geggy Tah, który zadebiutował w 1994 roku albumem Grand Opening, a zakończył działalność w 2001 roku wydając album Into The Oh. Dzięki działalności w zespole Kurstin mógł rozwinąć swoje umiejętności producenckie. W międzyczasie rozwijał swoje umiejętności jako sideman, grając i współpracując między innymi z Beckiem, Matthew Sweetem, Jane’s Addiction i Red Hot Chili Peppers. Realizował także własny projekt, Action Figure Party, który w 2001 roku wydał jedyny album, zatytułowany swoją nazwą.

### XXI w.
W I dekadzie XXI wieku Kurstin grał z takimi muzykami jak: Ben Harper, Jason Mraz i Jenny Lewis, był dyrektorem muzycznym Gwen Stefani podczas występów na żywo i w telewizji. Jako producent lub autor piosenek współpracował z takimi artystami jak: Kylie Minogue, Lily Allen, Natasha Bedingfield, Sophie Ellis-Bextor, All Saints, Peaches, Sia, Donna Summer i The Flaming Lips.

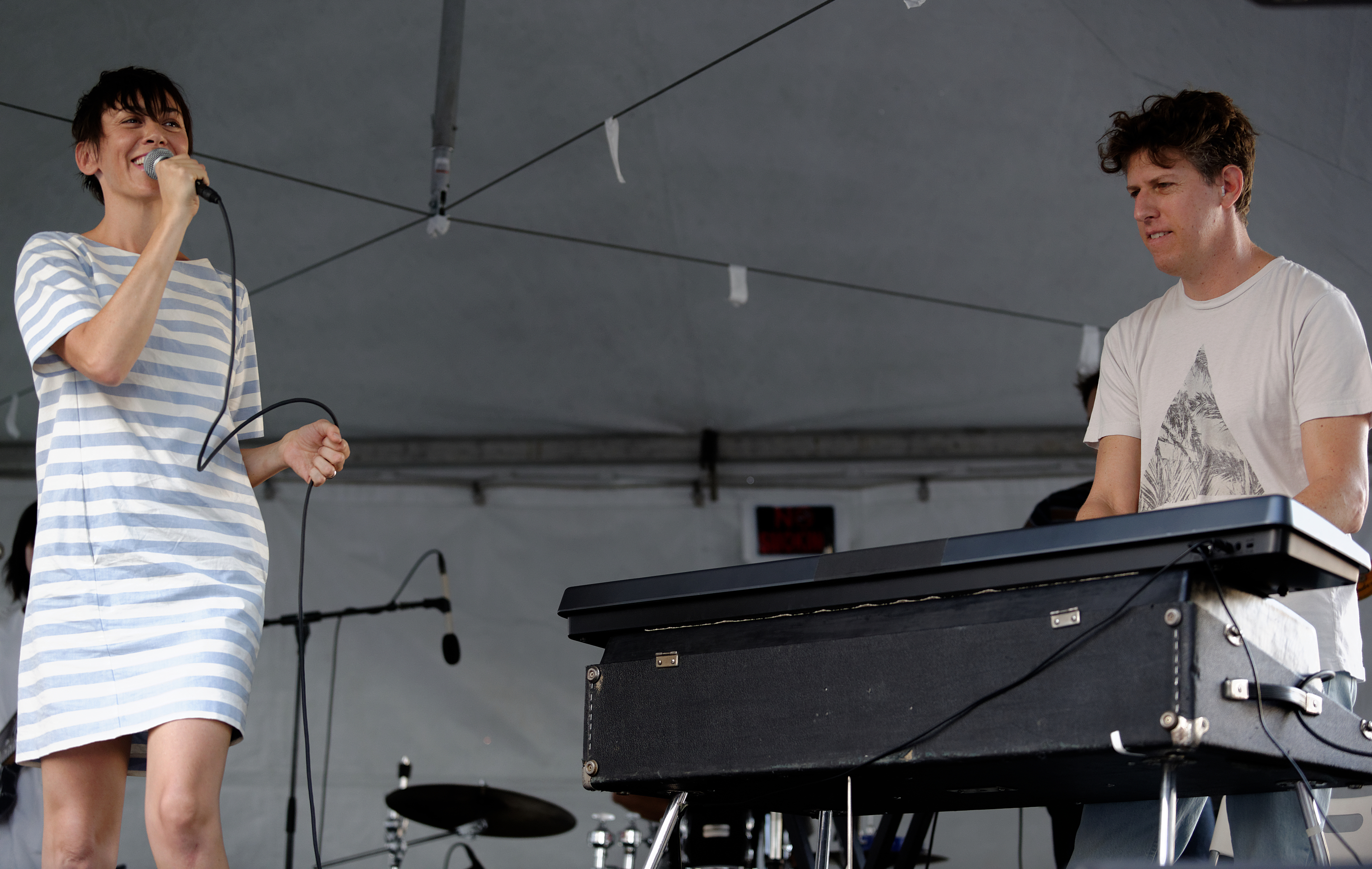
The Bird and The Bee podczas koncertu w Taste of South Lake w Pasadenie (10 października 2015)

W 2005 roku wspólnie z wokalistką i autorką tekstów Inarą George założył duet muzyczny The Bird and the Bee, który w roku następnym zadebiutował albumem zatytułowanym własną nazwą, wydanym przez Blue Note Records. Nawiązał współpracę z kolejnymi artystami: Kelly Clarkson, Foster the People, The Shins, Beyoncé, Katy Perry, Tegan & Sara, Ellie Goulding, Pink i Laną Del Ray.
9 lutego 2009 roku ukazał się album Lily Allen It’s Not Me, It’s You, którego producentem, współautorem i współwykonawcą był Kurstin. 15 lutego album doszedł do 1. miejsca na UK Albums Chart, a 5 lutego 2010 roku British Phonographic Industry przyznała mu status potrójnej Platynowej Płyty.
W 2014 roku Kurstin napisał wspólnie z Sią 3 piosenki do ścieżki dźwiękowej do filmu Annie, w tym singiel promujący film, „You're Never Fully Dressed Without A Smile”; był też producentem wykonawczym ścieżki. 
Wydany w październiku 2015 roku singiel „Hello” Adele (którego współautorem, współwykonawcą i producentem był Kurstin) sprzedany został w liczbie ponad 1,1 miliona cyfrowych utworów w pierwszym tygodniu stając się pierwszą piosenką w historii, która przekroczyła próg 1 miliona pobrań na liście przebojów Billboardu. Ponadto był odtwarzany 47,5 miliona razy na całym świecie w serwisie Spotify, co czyni go najczęściej odtwarzanym utworem w ciągu tygodnia w historii tej platformy streamingowej.
W lutym 2017 roku Kurstin odebrał wspólnie z Adele 3 Nagrody Grammy w kategoriach: Record Of The Year, Song Of The Year i Album roku.
Przez dwa lata Kurstin współpracował z Paulem McCartneyem jako główny producent jego albumu Egypt Station, który został wydany 7 września 2017 roku. W wywiadzie dla Rolling Stone opowiedział o swojej dziecięcej miłości do Beatlesów, swoim pierwszym spotkaniu z McCartneyem i o tym, jak doszło do tego, że zajął się produkcją płyty. Ujawnił  też nowe informacje na temat wielu piosenek, które razem stworzyli. Przyznał, że już jako nastolatek był oddanym fanem Beatlesów ceniąc w ich piosenkach różnorodność i złożoność. Jako ulubiony album wymienił Revolver.
W 2017 roku Kurstin rozpoczął współpracę joint venture z Sony/ATV w zakresie podpisywania umów z autorami tekstów i muzykami przedłużając zarazem swoją dotychczasową umowę z tym wydawcą na całym świecie.
W grudniu 2020 roku Kurstin (który z pochodzenia jest Żydem) oraz Dave Grohl (który nie jest Żydem) postanowili wspólnie podczas ośmiu kolejnych nocy nagrać osiem piosenek na cześć święta Chanuki, które zatytułowali Hanukkah Sessions. 

W tym roku, zamiast piosenki bożonarodzeniowej, postanowiliśmy z Gregiem uczcić Chanukę nagrywając osiem piosenek ośmiu znanych żydowskich artystów i wydając jedną piosenkę w każdą noc Chanuki.

Na program złożyły się piosenki: „Sabotage” Beastie Boys, Mississippi Queen Mountain, „Hotline Bling” Drake’a, „Fuck the Pain Away” Peaches, „Rainy Day Women ♯12 & 35” Boba Dylana, „Connection” Elastiki, „Frustrated” The Knack i „Rock and Roll” The Velvet Underground, którego frontman, Lou Reed, był z pochodzenia Żydem. 
Grohl i Kurstin postanowili kontynuować Hanukkah Sessions również w 2021 roku. Tym razem program wypełniły piosenki: „Stay (I Missed You)” Lisy Loeb, „Blitzkrieg Bop” Ramones, „Copacabana” Barry’ego Manilowa, „Jump” Van Halen, „Take the Box” Amy Winehouse (piosenkę zaśpiewała 15-letnia córka Grohla, Violet), „Big Shot” Billy’ego Joela, „Train in Vain” The Clash i „Rock and Roll All Nite” Kiss.
Wydany 14 października 2021 roku najnowszy singiel Adele, „Easy on Me” (którego współautorem i producentem był Kurstin) po zaledwie pięć godzin sprzedaży i streamingu zadebiutował na liście Billboard Hot 100 na pozycji nr 68. W ciągu pierwszych pięciu godzin od premiery sprzedany został w liczbie 14800 egzemplarzy, a liczba jego odtworzeń  streamingowych w tym czasie sięgnęła 3,1 miliona.

## Nagrody

### Nagrody Grammy
Zdobył 8 Nagród Grammy i 14 nominacji do niej:
- 2021 – 63. ceremonia w kategorii: Best Engineered Album, Non-Classical – za album Hyperspace Becka
- 2019 – 61. ceremonia w kategoriach:
  - Best Alternative Music Album,
  - Best Engineered Album, Non-Classical – w obu przypadkach za album Colors Becka
- 2018 – 60. ceremonia w kategorii: Producer Of The Year, Non-Classical – osobiście, za całokształt pracy w danym okresie
- 2017 – 59. ceremonia w kategoriach:
  - Record Of The Year,
  - Song Of The Year – w obu przypadkach za singiel „Hello” Adele
  - Album roku – za album 25 Adele
  - Producer Of The Year, Non-Classical – osobiście, za całokształt pracy w danym okresie

### Ivor Novello Awards
3-krotna nagroda Ivor Novello za piosenkę „The Fear” Lily Allen w kategoriach: Songwriter of the Year, Best Song Musically & Lyrically, Most Performed Work.

### Country Music Association Awards
Jako producent zdobył 2 razy nagrodę Country Music Association Awards: 
- 2019 w kategorii: Album of the Year – Girl (album Maren Morris)
- 2020 w kategorii: Musical Event of the Year (Producer) – „The Bones” (singiel Maren Morris)

### ASCAP
- 2021 Golden Note Award[22]